# Andreas Vojta
Andreas Vojta (Vienna, 9 giugno 1989) è un mezzofondista e maratoneta austriaco.

## Palmarès
| Anno | Manifestazione           | Sede          | Evento         | Risultato | Prestazione | Note                                     |
| ---- | ------------------------ | ------------- | -------------- | --------- | ----------- | ---------------------------------------- |
| 2010 | Europei                  | Barcellona    | 1500 m piani   | 11º       | 3'45"68     |                                          |
| 2011 | Europei indoor           | Parigi        | 1500 m piani   | Batteria  | 3'49"24     |                                          |
| 2011 | Europei under 23         | Ostrava       | 1500 m piani   | 4º        | 3'50"75     |                                          |
| 2011 | Mondiali                 | Taegu         | 1500 m piani   | Batteria  | 3'41"34     |                                          |
| 2012 | Europei                  | Helsinki      | 1500 m piani   | 9º        | 3'53"23     |                                          |
| 2012 | Olimpiadi                | Londra        | 1500 m piani   | Batteria  | 3'43"52     |                                          |
| 2013 | Europei indoor           | Göteborg      | 1500 m piani   | Batteria  | 3'45"54     |                                          |
| 2013 | Universiadi              | Kazan'        | 800 m piani    | Bronzo    | 1'47"31     |                                          |
| 2013 | Mondiali                 | Mosca         | 1500 m piani   | Batteria  | 3'41"51     |                                          |
| 2014 | Mondiali indoor          | Sopot         | 1500 m piani   | Batteria  | 3'42"10     |                                          |
| 2014 | Europei                  | Zurigo        | 1500 m piani   | Batteria  | dq          |                                          |
| 2015 | Europei indoor           | Praga         | 3000 m piani   | Batteria  | 8'20"56     |                                          |
| 2015 | Universiadi              | Gwangju       | 800 m piani    | Batteria  | 1'54"18     |                                          |
| 2015 | Universiadi              | Gwangju       | 1500 m piani   | 10º       | 3'54"58     |                                          |
| 2016 | Europei                  | Amsterdam     | 1500 m piani   | Batteria  | 3'46"32     |                                          |
| 2017 | Europei indoor           | Belgrado      | 3000 m piani   | 10º       | 8'09"18     |                                          |
| 2017 | Universiadi              | Taipei        | 5000 m piani   | Bronzo    | 14'02"65    |                                          |
| 2018 | Europei                  | Berlino       | 5000 m piani   | 19º       | 13'42"75    | Miglior prestazione personale stagionale |
| 2019 | Europei indoor           | Glasgow       | 3000 m piani   | Batteria  | 8'09"72     |                                          |
| 2021 | Europei indoor           | Toruń         | 3000 m piani   | Batteria  | 7'53"07     |                                          |
| 2022 | Europei                  | Monaco        | 10000 m piani  | 22º       | 29'56"71    |                                          |
| 2022 | Europei di cross         | Venaria Reale | Corsa seniores | 29º       | 30'49"      |                                          |
| 2023 | Mondiali corsa su strada | Riga          | Mezza maratona | 42º       | 1h02'55"    |                                          |
| 2024 | Europei                  | Roma          | Mezza maratona | 42º       | 1h05'38"    |                                          |
| 2024 | Europei di cross         | Antalya       | Corsa seniores | 89º       | 27'23"      |                                          |

## Campionati nazionali
2009
- Oro ai campionati austriaci, 1500 m piani - 3'53"61
- Oro ai campionati austriaci, 800 m piani - 1'53"78
- Oro ai campionati austriaci under-23, 3000 m piani - 8'37"01
- 5º ai campionati austriaci di corsa su strada, 10 km - 32'15"

2010
- Oro ai campionati austriaci, 1500 m piani - 4'00"56
- Argento ai campionati austriaci, 800 m piani - 1'51"25
- Oro ai campionati austriaci indoor, 1500 m piani - 3'51"94
- 4º ai campionati austriaci di corsa su strada, 10 km - 30'47"

2011
- Oro ai campionati austriaci, 1500 m piani - 3'45"77
- Oro ai campionati austriaci, 800 m piani - 1'48"80
- 4º ai campionati austriaci, 400 m piani - 48"81
- Oro ai campionati austriaci indoor, 1500 m piani - 4'00"28
- Bronzo ai campionati austriaci indoor, 800 m piani - 1'51"50

2012
- Oro ai campionati austriaci, 10000 m piani - 30'47"40
- Oro ai campionati austriaci, 1500 m piani - 3'42"22
- Oro ai campionati austriaci indoor, 3000 m piani - 8'23"20
- Oro ai campionati austriaci indoor, 1500 m piani - 3'48"71

2013
- Oro ai campionati austriaci, 1500 m piani - 4'02"21
- Oro ai campionati austriaci indoor, 1500 m piani - 3'47"15

2014
- Oro ai campionati austriaci, 1500 m piani - 3'54"61
- 5º ai campionati austriaci, 400 m piani - 49"60
- Oro ai campionati austriaci indoor, 1500 m piani - 3'40"06

2015
- Argento ai campionati austriaci, 1500 m piani - 3'50"77
- Oro ai campionati austriaci indoor, 1500 m piani - 3'51"15
- Oro ai campionati austriaci di corsa su strada, 10 km - 29'53"

2016
- Oro ai campionati austriaci, 1500 m piani - 3'48"46
- Oro ai campionati austriaci indoor, 1500 m piani - 3'54"19

2017
- Oro ai campionati austriaci, 5000 m piani - 14'33"76
- Oro ai campionati austriaci, 1500 m piani - 3'50"81
- Oro ai campionati austriaci indoor, 1500 m piani - 3'49"25
- Oro ai campionati austriaci di corsa su strada, 10 km - 29'56"

2018
- Oro ai campionati austriaci, 10000 m piani - 28'59"11
- Oro ai campionati austriaci, 5000 m piani - 14'41"72
- Oro ai campionati austriaci, 1500 m piani - 3'54"35
- Oro ai campionati austriaci indoor, 3000 m piani - 8'15"68
- Oro ai campionati austriaci indoor, 1500 m piani - 3'48"40

2019
- Oro ai campionati austriaci, 5000 m piani - 14'26"77
- Argento ai campionati austriaci, 1500 m piani - 3'55"71
- Oro ai campionati austriaci indoor, 1500 m piani - 3'47"75

2020
- Oro ai campionati austriaci, 1500 m piani - 3'48"25
- Oro ai campionati austriaci, 800 m piani - 1'52"43
- Oro ai campionati austriaci indoor, 1500 m piani - 3'45"28
- Oro ai campionati austriaci di corsa su strada, 10 km - 29'31"

2021
- Oro ai campionati austriaci, 10000 m piani - 28'27"85
- Oro ai campionati austriaci indoor, 3000 m piani - 7'54"18
- Oro ai campionati austriaci di corsa campestre - 30'39"
- Oro ai campionati austriaci di corsa campestre, cross corto - 11'11"
- 7º ai campionati austriaci di mezza maratona - 1h04'19"
- Oro ai campionati austriaci di corsa su strada, 10 km - 29'14"

2022
- Argento ai campionati austriaci di mezza maratona - 1h03'23"

2025
- Argento ai campionati austriaci, 5000 m piani - 13'37"05

## Altre competizioni internazionali
2013
- 8º ai Bislett Games ( Oslo), miglio - 3'53"95
- 15º ai London Anniversary Games ( Londra), miglio - 3'58"63

2015
- 11º al British Grand Prix ( Glasgow), 1500 m piani - 3'36"11

2018
- 16º in Coppa Europa dei 10000 metri ( Londra) - 28'33"99

2019
- 45º in Coppa Europa dei 10000 metri ( Londra) - 29'21"22

2021
- 9º alla Monaco Herculis Run ( Monaco), 5 km - 13'48"

2022
- 19º alla Maratona di Vienna ( Vienna) - 2h23'21"
- 5º al Memorial Van Damme ( Bruxelles), 1 ora - 19635 metri

2023
- 22º in Coppa Europa dei 10000 metri ( Pacé) - 28'55"99
- 14º alla Maratona di Vienna ( Vienna) - 2h19'27"